# ستيفن راولينغز
ستيفن راولينغز (بالإنجليزية: Steven Rawlings)‏ (و. 1961 – 2012 م) هو عالم فلك
توفي عن عمر يناهز 51 عاماً.

## التعليم
تعلم في كلية سانت جونز.